# 李伍薰
李伍薰（伍薰）（1979年—），台大碩士，科幻、奇幻小說作家。

## 簡歷
畢業於台大漁業科學研究所，曾在台北市立動物園實驗室、中華民國自然生態保育協會任職。
就讀台南二中時開始寫作，自2002年起平均一年發表一部科幻作品，並多次獲得倪匡科幻獎。作品《海穹英雌傳》入圍首屆全球華語科幻星雲獎最佳科幻/奇幻長篇，第四屆全球華語科幻星雲獎銀獎。

## 代表作品
其代表性作品包括結合了爬蟲族裔與海洋元素的《海穹英雌傳》、《海潮記事》、揉合鳥類特色的《飄翎故事》；2005年起在「挑戰者月刊」（全力出版社）上連載長篇科幻小說《生命之環》，以地球生命發展史為藍本，運用24篇彼此交織的獨立故事創造龐大壯闊的科幻世界。